# Mošeja Hajdar Kana
Mošeja Hajdar-Kana (arabsko جامع الحيدرخانة) je zgodovinska mošeja v bližini ulice Mutanabi v Bagdadu v Iraku, ki jo je zgradil Al-Nasir v času Abasidskega kalifata. Mošeja stoji ob ulici al-Rašid v soseski Hajdar-Kana, obkrožena s stavbami, svetišči in kavarnami. Mošeja je pomembna zgodovinska znamenitost, ki odraža bagdadsko družbo, intelektualna srečanja in spodbujanje navdušenja nad demonstracijami.
Mošeja velja za eno najlepših in najpopolnejših mošej v Bagdadu v smislu inženiringa in arhitekturne konstrukcije, pomembna pa je tudi zaradi svojega prispevka k revolucionarnim idejam proti britanskemu kolonializmu Iraka. Je tudi velik simbol za Iračane, ker je bila središče nacionalnih dogodkov verske, politične in družbene raznolikosti regije.

## Zgodovina

### Zgodovina in kontekst gradnje
Mošejo je prvotno ustanovil in zgradil abasidski kalif al-Nasir, njeno prvotno ime pa je pripisano staremu neznanemu sufiju po imenu Haydar. Mošeja je prvotno imela hospic, vendar ni bil znotraj mošeje, temveč to na delu ob mošeji. Ime mošeje je bilo kasneje pripisano človeku, ki naj bi se imenoval Hajdar Paša Džalabi bin Muhamad Džalabi Šabandar, ki naj bi bil iraški uglednik, ki je ustanovil Hamam Hajdar in je pokopan na istem mestu skupaj z nekaterimi člani svoje družine. Čeprav obstaja veliko ljudskih zgodb o izvoru imena. Mošejo je kasneje v letih 1819–1827 rekonstruiral in razširil mameluški vladar Bagdada Davud Paša, zadnji vladar mameluške države Irak.
Davud Paša je na istem mestu ustanovil medreso, znano kot Madresa al-Davudija. Obstaja tudi priložena knjižnica. Rekonstrukcija in vzdrževanje sta bila izvedena leta 1827 v času vladavine osmanskega sultana Mahmuda II., ponovno leta 1890 s strani takratnega osmanskega emirja Abdula Hamida II.. Mošeja kvadratne oblike je zaradi svoje velikosti in površine veljala za največjo mošejo iz osmanskega obdobja v Bagdadu. Med najbolj znanimi učitelji, ki so poučevali v mošejski medresi, je bil leta 1905 islamski učenjak Mahmud al-Alusi.

### Revolucionarna mošeja in po osamosvojitvi Iraka
Iračani mošejo Hajdar-Kana običajno imenujejo 'revolucionarna mošeja' zaradi njene zgodovine revolucionarnih srečanj in širjenja zavesti, pozivov in oddajanja družbenih vprašanj Iračanom, pa tudi verske in intelektualne renesanse. Leta 1920 so se ugledni Bagdadčani zbrali v mošeji, kar je pomenilo začetek iraškega upora. Mošeja je bila tudi oder za mnoge osebnosti, ki so se borile proti vladavini britanskih polkovnikov, vključno z mulo Uthmanom al-Mavsilijem, ki je predvajal svoje pridige v mošeji in ljudi napeljal k revoluciji, saj je trg mošeje naredil za mesto vsakodnevnega zbiranja ljudi in ne samo kraj čaščenja. Prvo srečanje v mošeji je bilo 13. maja v islamskem mesecu Šaban. Na njegovih srečanjih so sodelovali ugledni ljudje vse do Karbale, vključno z državljani, člani članstva Sajid Abd al-Razak al-Vahaab, ki je takrat vodil Karbalo. Britanske sile so se odzvale tako, da so nenehno pošiljale vojake in oklepna vozila, kadar koli je prišlo do srečanja. Izbruh nasilja med obema stranema bi na prejšnjih srečanjih povzročil tudi smrt vsaj enega arabskega Iračana.
Navdušenje in nacionalni duh sta bila med srečanji na visoki ravni, to je opazil Musa al-Šabandar, ko je obiskal mošejo med Mavlidom (praznovanje dneva, ko naj bi se rodil islamski prerok Mohamed). Opazil je tudi podobno navdušenje v drugih mošejah, ki so takrat praznovale Mavlid, kot je mošeja Al-Kazimija. 24. junija 1920 so v mošeji potekale velike demonstracije, na katerih je pesnik Isa Abd al-Kadir prebral pesem, v kateri je pozval k solidarnosti in enotnosti Iraka. Zaradi tega so ga britanske sile aretirale in izgnale v Basro, ljudje so postali jezni in lastniki trgovin na ulici al-Rašid so zaprli svoje trgovine v obsodbo njegovega izgnanstva.
Ta srečanja so povzročila izjemno gnečo na območju mošeje. Pesniki so tudi recitirali navdušene pesmi, ki so pozivale k sodelovanju in se soočale z britansko okupacijo. Britanske okupacijske sile in vojaki so večkrat vdrli v mošejo, da bi aretirali nekatere osebnosti, ki uživajo veliko množico, zaradi česar so se Iračani soočili z okupacijo in vojaki s preprostim orožjem. Mošeja je ostala zbirališče demonstracij tudi po osamosvojitvi Kraljevine Irak. V mošeji so živele tudi ugledne osebnosti, kot so Nuri al-Said, Ma'ruf al-Rusafi, Mohamed Ridha Al-Šabibi, Džamil Sidki al-Zahavi in Said Kazaz.
Primer demonstracij v mošeji je bil, ko je Dža'far Abu al-Timman bojkotiral iraške volitve leta 1930 v znak protesta proti anglo-iraški pogodbi. Al-Timmanova politična stranka al-Hizb al-Vatani je odkorakala od svojega sedeža do mošeje in se zbrala v njej. Kasneje je prispela policija, ki je poskušala prijeti in ustaviti množico. Voditelji protesta so bili obsojeni na šest mesecev zapora, nekateri protestniki pa tri mesece. Čeprav so bili nekateri primeri hitro odpuščeni. Med demonstracijami proti pogodbi iz Portsmoutha iz leta 1948 in britanski vpletenosti v iraško politiko je bil brat iraškega pesnika Muhamada al-Džavahirija, Dža'far, ubit v streljanju na današnjem mostu al-Šuhada'. Štirideset dni po Džafarjevem pogrebu se je al-Džavahiri povzpel po lestvi na vrh mošeje in recitiral eno najbolj znanih iraških pesmi v iraški zgodovini pred tisočglavo množico med komemorativno slovesnostjo v mošeji, ki je potekala 40 dni po njegovem pogrebu. To je vodilo do tega, da je mošeja Hajdar-Kana spet postala zbirališče proti Britancem. Al-Džavahirijev spomin na njegovega brata v mošeji je takrat postal nacionalni dogodek.
Mošeja je bila tudi poleg vrat do ulice al-Mutanabi in kavarne Hadž Kalil. Njen lastnik, Hadž Kalil al-Kahvati, je vsak dan molil v mošeji in se v njej udeležil petkovih molitev. Zadnja obnova in rekonstrukcija mošeje je bila leta 1972. Med rekonstrukcijo je bil najden kamen, na katerem je pisalo, da je leta 1792 zgradbo mošeje obnovil nekdo z imenom Hassan. V tem obdobju je iraški kaligrafski mojster Hašem al-Baghdadi naredil kaligrafijo za mošejo.

### Po invaziji leta 2003 pod vodstvom ZDA
Po ameriški invaziji na Irak leta 2003 je veliko dediščine in znamenitosti Bagdada trenutno zanemarjenih, mošeja Hajdar-Kana je ena izmed njih kljub svoji pomembnosti in pomembni vlogi v iraški družbi. Deli mošeje so začeli razpadati, vključno z njenimi zunanjimi napisi, ki vključujejo koranske verze, ki jih je naredil Hašem Mohamed al-Baghdadi. Velja za eno največjih izgub iraške dediščine. Ministrstvo za kulturo, turizem in antikvitete je zavrnilo rekonstrukcijo in ohranitev mošeje zaradi zapletenega lastništva.
Avgusta 2019 so se pojavile polemike zaradi slik iraškega vizažista in modela Džehan Hašim, ki prikazujejo njeno poziranje v mošeji. Medtem ko se nekaterim Iračanom na družbenih omrežjih dejanje ni zdelo sporno, je sunitski urad za donacije napovedal, da bo proti njej vložil pritožbo in sprožil preiskavo. Da bo proti njej vložena tožba in da je to dejanje izven splošnega konteksta ter da so mošeje bogoslužni prostori in ne za fotografiranje in paradiranje. Hašim pa je branil njeno obnašanje in poudaril, da ni imela namena žaliti, ampak je želela »pokazati lepoto mošej v Iraku, bodisi na severu, jugu ali Bagdadu, in povedati tistim, ki me spremljajo iz drugih držav, da mi imeti lepe mošeje, v katerih molimo, in da je v državi vzpostavljena varnost ter da mošeje niso zapuščene in so na voljo vsem, ki želijo vanje vstopiti.« Izjavila je tudi: »Ne čutim, da je to, kar sem naredila, napaka, in da sem nosila hidžab ter dolgo in skromno haljo, saj obožujem vse vere in nisem pričakovala, da bo moje vedenje moteče«.

## Opis
Mošeja Hajdar-Kana velja za enega najlepših primerov osmanskih stavb v Bagdadu in nasploh za eno najlepših mošej v Bagdadu.

### Razporeditev in notranjost
Mošeja je kvadratne oblike, troja vrata pa so iz marmorja. Znotraj mošeje so musallah (bogoslužni kraj, ki ni bil uradno posvečen) poleti in pozimi, zimsko kapelo pa pokriva masivna fasadna modra kupola z dvema manjšima kupolama in minaretom, ki jo obdajata. Barvi livreje sta modra in rumena. Eden od razlogov, zakaj se mošeja šteje za dobro v svoji strukturi, je zaradi njenih navidezno popolnih harmoničnih razmerij, saj je molitveni prostor kvadratne oblike s smerjo kible, ki gleda neposredno na ulico al-Rašid. Kaligrafski trak na zunanjosti kompleksa je narejen iz kaši modrih in zlatih ploščic. Zahodni del kompleksa vključuje ivan, ki služi kot glavni vhod v stavbo.
Pred zimskim molilnim prostorom je obokana arkada, ki jo obkroža pet majhnih kupol, tri opazne. Ta arkada ima velik vhod pred vrati svetišča, ob njej pa štiri manjše vhode. Velik vhod ima koničast lok, ki se od zunaj povezuje z drugim koničastim lokom nad njim, med zgornjim in spodnjim lokom pa sta obeska in kapnika, v sredini katerih je koranski verz. Upoštevajoč podnebne razmere mesta Bagdad je debelina obzidja 2,5 metra. V mošeji so tudi številne medrese islamskih znanosti in knjižnica, ki vsebuje dela najvidnejših učenjakov mesta.
- Zunanji detajli mošeje
- Glavna kupola mošeje, ki sloni na zidanem portiku
- Vrata v mošejo iz ulice al-Rašid
- Okraski vrat na dvorišče mošeje
- Zunanja stena mošeje, ki vsebuje kaligrafijo
- Druga stran zunanje stene

### Okraski
Glavna velika kupola, ki sloni na osmih oknih, ki tvorijo kupolo, je prekrita z arabesknimi motivi in napisi, okrašenimi z modrimi ploščicami kaši. Znotraj glavne kupole stavbe je pas kaligrafije pod okni. Minaret mošeje je pokrit s ploščicami kaši, njegovo korito pa sloni na treh pasovih muqarnas z modro rebrasto kupolo na vrhu minareta. Pod veliko kupolo v poletni kapeli je mihrab iz barvnih opek, na obeh straneh pa plošče s koničastimi loki in napisi v kvadratni kufski pisavi. Obstajajo tudi napisi, ki datirajo gradnjo mošeje.
- Okraski mošeje
- Okraski mošeje, kot jih vidimo z ulice al-Rašid
- Edina preostala notranja dekoracija kupole mošeje po propadanju
- Pogled na glavno kupolo mošeje Haydar-Khana od znotraj
- Okraski vhoda v mošejo Hajdar-Kana

## V popularni kulturi
Strip The Sandman vsebuje zgodbo (številka 50, "Ramadan"), ki se dogaja v Bagdadu, v kateri je na sedmi strani mogoče videti podobno mošejo.
Mošeja je prisotna v več arabskih romanih, kot sta Popotnik in gostilničar in Papa Sartre.